# Akbal

Glífo de códice que caracteriza al akbal

El akbal (ak'b'al en maya clásico reconstruido) es el tercer día del sistema calendárico del tzolkin y simboliza a la noche y la oscuridad. Otros significados y asociaciones con este día es el color negro, el «rumbo oeste» y el dios patrono Chaac Bolay o el «jaguar de nenúfar».  El sello de este día se relacionaba «con la sabiduría y la forma en que ésta se enaltecía durante la noche para explorar todos los rincones evadiendo la luz».